# Vicente Guterres
Vicente da Silva Guterres (sinh 22 tháng 1 năm 1955 tại Baguia) là chính trị gia Đông Timor, nghị sĩ Quốc hội Đông Timor và Phó Tổng thống từ năm 2007.